# Seven de Estados Unidos 2009
El Seven de Estados Unidos de 2009 fue la sexta edición del torneo estadounidense de rugby 7, fue el cuarto torneo de la temporada 2008-09 de la Serie Mundial Masculina de Rugby 7.
Se disputó en la instalaciones del Petco Park de San Diego, California.

## Fase de grupos

### Grupo A
| Equipo         | Encuentros | Encuentros | Encuentros | Encuentros | Tantos  | Tantos    | Tantos     | Puntos |
| Equipo         | jugados    | ganados    | empatados  | perdidos   | a favor | en contra | diferencia | Puntos |
| -------------- | ---------- | ---------- | ---------- | ---------- | ------- | --------- | ---------- | ------ |
| Sudáfrica      | 3          | 3          | 0          | 0          | 68      | 33        | +35        | 9      |
| Estados Unidos | 3          | 2          | 0          | 1          | 57      | 27        | +30        | 7      |
| Australia      | 3          | 1          | 0          | 2          | 54      | 46        | +8         | 5      |
| Canadá         | 3          | 0          | 0          | 3          | 19      | 92        | -73        | 3      |

Nota: Se otorgan 3 puntos al equipo que gane un partido, 2 al que empate y 1 al que pierda

### Grupo B
| Equipo        | Encuentros | Encuentros | Encuentros | Encuentros | Tantos  | Tantos    | Tantos     | Puntos |
| Equipo        | jugados    | ganados    | empatados  | perdidos   | a favor | en contra | diferencia | Puntos |
| ------------- | ---------- | ---------- | ---------- | ---------- | ------- | --------- | ---------- | ------ |
| Kenia         | 3          | 2          | 0          | 1          | 69      | 21        | +48        | 7      |
| Nueva Zelanda | 3          | 2          | 0          | 1          | 82      | 36        | +46        | 7      |
| Francia       | 3          | 1          | 0          | 2          | 50      | 62        | -12        | 5      |
| Uruguay       | 3          | 1          | 0          | 2          | 21      | 103       | -82        | 5      |

### Grupo C
| Equipo     | Encuentros | Encuentros | Encuentros | Encuentros | Tantos  | Tantos    | Tantos     | Puntos |
| Equipo     | jugados    | ganados    | empatados  | perdidos   | a favor | en contra | diferencia | Puntos |
| ---------- | ---------- | ---------- | ---------- | ---------- | ------- | --------- | ---------- | ------ |
| Samoa      | 3          | 3          | 0          | 0          | 72      | 26        | +46        | 9      |
| Inglaterra | 3          | 2          | 0          | 1          | 69      | 39        | +30        | 7      |
| Escocia    | 3          | 1          | 0          | 2          | 48      | 58        | -10        | 5      |
| Japón      | 3          | 0          | 0          | 3          | 31      | 97        | -66        | 3      |

### Grupo D
| Equipo    | Encuentros | Encuentros | Encuentros | Encuentros | Tantos  | Tantos    | Tantos     | Puntos |
| Equipo    | jugados    | ganados    | empatados  | perdidos   | a favor | en contra | diferencia | Puntos |
| --------- | ---------- | ---------- | ---------- | ---------- | ------- | --------- | ---------- | ------ |
| Fiyi      | 3          | 3          | 0          | 0          | 111     | 26        | +85        | 9      |
| Argentina | 3          | 2          | 0          | 1          | 77      | 24        | +53        | 7      |
| Gales     | 3          | 1          | 0          | 2          | 76      | 55        | +21        | 5      |
| México    | 3          | 0          | 0          | 3          | 0       | 159       | -159       | 3      |

## Fase Final

### Cuartos de final
| 15 de febrero | Sudáfrica | 19 - 7 | Nueva Zelanda |  |  |

| 15 de febrero | Fiyi | 10 - 12 | Inglaterra |  |  |

| 15 de febrero | Samoa | 5 - 21 | Argentina |  |  |

| 15 de febrero | Kenia | 7 - 14 | Estados Unidos |  |  |

### Semifinal
| 15 de febrero | Sudáfrica | 19 - 22 | Inglaterra |  |  |

| 15 de febrero | Argentina | 19 - 14 | Estados Unidos |  |  |

### Final
| 15 de febrero | Inglaterra | 14 - 19 | Argentina |  |  |

| Bandera de Argentina   |
| Campeón Argentina      |
| 1º título del circuito |